# 시라소니 (1992년 영화)
"시라소니"는 1992년에 개봉한 대한민국의 영화이고 100편이 넘는 한국 영화 각본을 맡았던 이일목 감독의 첫 영화 연출작이었는데  영화가 저예산이라 자동차도 90년대 차를 썼을 정도이며 티날까봐 밤장면에만 나오는데 어차피 헤드라이트가 사각형이면 일제강점기 차량으로 보일 리가 없어 서울 관객 10만명으로 흥행 참패했고 《장군의 아들》흥행 성공에 편승하여 만들어졌다는 혹평을 받았으며 1990년 9월 신인배우 공모를 통해 전격 기용됐던 주연배우들을 교체한 뒤 무려 3만피트의 필름을 폐기처분한 후 재촬영에 돌입하기도 했다.
한편, 이일목 감독은 해당 영화로 감독 데뷔 후 《카루나》 등의 영화 연출을 했으나 흥행하지 못했고 결국 영화계에서 은퇴했다.
아울러, 김정균 (깃대 역)이 KBS 공채 6기 개그맨 시험에 응시했다가 탈락한 뒤 1990년 11월 해당 영화 제작 당시 신인배우 공모에 도전하여 400대 1 경쟁을 뚫고 합격했으며 김정균은 이를 계기로 1991년 4월 KBS 공채 14기 탤런트에 응시하여 합격했다.

## 캐스팅
- 김종민 : 시라소니 역
- 김정균 : 깃대 역
- 김재엽 : 땅꼬마 역
- 윤희철 : 하라다 역
- 이성훈 : 상하이박 역
- 남포동 : 윤철 역
- 윤수정 : 연희 역
- 이지현 : 송미령 역
- 박진경 : 리리 역
- 송금식 : 압록강 역
- 길달호 : 다이사꾸 역
- 최성 : 고히나타 역
- 김기주 : 돌풍 역
- 정규영 : 산자에몬 역
- 이석구 : 임춘호 역
- 김태종 : 빠꾸탄 역
- 조석현 : 요시무라 역
- 서명석 : 야시로 역
- 박상배 : 주월생 역
- 권오창 : 장소림 역
- 장매산 : 마동철 역
- 김승규 : 소백룡 역
- 고재현 : 쪼비 역
- 최명호 : 고래 역
- 김운하 : 꽈리 역
- 권성환 : 꽈리부하 역
- 정민영 : 꽈리부하 역
- 함광호 : 꽈리부하 역
- 임준환 : 일본조직의 부하들 역
- 채수억 : 일본조직의 부하들 역
- 채수암 : 일본조직의 부하들 역
- 김길영 : 일본조직의 부하들 역
- 이형길 : 일본조직의 부하들 역
- 김영규 : 일본조직의 부하들 역
- 표성대 : 일본조직의 부하들 역
- 박상현 : 일본조직의 부하들 역
- 황재석 : 일본조직의 부하들 역
- 신재명 : 일본조직의 부하들 역
- 김경곤 : 일본조직의 부하들 역
- 김상민 : 박색 역
- 양혜진 : 봉선화 역
- 고히나타 : 부하 역
- 다이사꾸 : 부하 역
- 유창국